# Casa de recogidas de Cádiz
La Casa de arrepentidas de la ciudad de Cádiz fue fundada en el año 1678, a primeros de septiembre, simultáneamente con la Iglesia de la Conversión de San Pablo (Cádiz), gracias a una donación de Dª. Jacinta Martínez de Zusalaga y Villarreal siendo Obispo D. Juan de Isla, aunque según otra fuente (Luis Carrasco), la casa de Cádiz es fundada en 1631 por el Obispo de la Orden Franciscana Fray Juan Guerra, en un inmueble sito junto a la Iglesia de San Pablo.

«Consigue que un gran número de mancebas se acojan a la casa, creando un gran descontento en el Cabildo de la Ciudad, ya que merman mucho los ingresos que obtenían con la mancebía y con los que pagaba a los médicos, cirujanos y guardas de la ciudad. Al no ser contestada la protesta el Regidor D. Juan de Narganes acompañado de corchetes y alguaciles, abordan la casa sacando a las mozas, que en corporación, son conducidas de nuevo a la mancebía, sita en la calle de Dapelo, para que siguieran ejerciendo “su arte, profesión u oficio”. El Obispo termina excomulgando a los regidores al no responder a su requerimiento: que se las permita volver a la Casa de Arrepentidas. Llegó a poner vigilancia seglar en la puerta de la mancebía.»

Dispuso de tres casas propias, rentas de once censos y de cinco patronatos de obras pías y de siete acciones  de dos mil reales cada una en el banco nacional de San Carlos. Con estos ingresos se mantenía a diversos empleados: un ama, una maestra, un sacristán, una cocinera, un mozo y un basurero. A pesar de estas aportaciones la institución necesitó de las aportaciones de limosnas, especialmente en el último cuarto del siglo XVIII.  El gremio de barberos funda en 1773 la Hermandad de Nuestra Señora del Amparo, que tomaría a su cargo la educación de las mujeres arrepentidas y niñas huérfanas, de la casa adjunta a la iglesia de San Pablo. Así, en 1774 hubo que habilitar para seis niñas unas cuantas piezas, aunque evitando su mezcla con las “recogidas”.
Esta casa continuó ejerciendo su labor con mujeres jóvenes, huérfanas o solas, hasta el último cuarto del siglo XX, dirigidas por las Reverendas Madres Filipenses, hasta que estas abandonaron la casa y trasladaron el hogar de acogida a la calle Cervantes. Por último, tras su venta, el edificio ha sido rehabilitado en el año 2007, como viviendas particulares y dependencias anejas a la sacristía de la Iglesia de la Conversión de San Pablo.

## Conceptos
Denominase común e indistintamente las Arrepentidas o las Recogidas para referirse a aquellas mujeres que abandonaban el ejercicio público de la prostitución, ergo denominadas «mujeres públicas». El término, estaba imbricado  conceptualmente con las denominadas «casas de acogida para mujeres arrepentidas». 
Pero la iniciativa conceptual más antigua partía del entorno de órdenes religiosas que inspiradas en María de Egipto a la sazón reflejada en el relato poético del siglo XIII Vida de Santa María Egipcíaca (en España en 1372 se funda una casa de Egipcíacas en Barcelona). 
El fin de aquellas casas primigenias era «auxiliar moralmente y recoger materialmente» a las mujeres que habiendo ejercido la prostitución como modus vivendi desearan abandonarla por arrepentimiento de conciencia o simplemente, por lo  inherente al concepto, cejar en su práctica. Una vez admitidas vivían, genéricamente, integradas en los usos y costumbres de la planta religiosa con actividades económicas típicas conventuales, tales como, la costura, labores de encajes de bolillo, obradores de dulcería, etc.
Lo anterior constituye en su conjunto el ascendente precursor de las actuales «casas de acogida para mujeres», desprovistas hoy del matiz religioso de antaño, al ir incorporándose las tradicionales y diversas Beneficencias religiosas a las funciones públicas que paulatinamente fueron atribuyéndose los  estados en tránsito hacia la nueva planta constitucional.

## Historia
La primera «casa de arrepentidas» con historiagrafia en España data de 1372, (relacionada con el Convento de Religiosas Arrepentidas de la Orden de S. Agustín), cuando los Conselleres «(Consellers)» de Barcelona fundaron un establecimiento para recoger hasta treinta mujeres que, separándose de la ‹vida licenciosa›, deseasen ‹borrar sus pasados extravíos por medio de la penitencia› erigiéndose un edificio en el sitio que ocupaba el convento de religiosas mínimas, seguidamente, las Arrepentidas tuvieron su morada en otros puntos de la ciudad. En 1409 se construyó para ellas la casa de las Egipciacas. 
- Fue fundada otra iniciativa homónima en Toledo en 1550, prontamente seguidas por otras en Granada, Roma (1562), etc. En Sevilla llegaron a ser varias y la Condesa de Niebla fundó una en Sanlúcar de Barrameda (Cádiz).

A mediados del siglo XVI se les destinó para habitación parte de una casa situada en la Rambla de Barcelona. En 1579 se empezó la fábrica de un convento con su iglesia en la calle de las Egipciacas, al lado de la casa de este mismo nombre. Ciento nueve años después el Concejo «(Consell)» Municipal adquirió un terreno en la calle de S. Pablo, al objeto de levantar en él un nuevo convento en lugar del antes citado. Comenzó la obra el 21 de agosto de 1688, en 24 de abril de 1699 se hizo la dedicación del templo y en 9 del inmediato mayo se hizo la traslación de «las Arrepentidas» al nuevo edificio, la iglesia no quedó concluida hasta julio de 1702.
Estas Religiosas tuvieron que dejar su convento a consecuencia de los sucesos de julio de 1835. A mediados de 1845 las Religiosas Arrepentidas volvieron a establecer su clausura en el colegio e iglesia que había sido de los P.P. Dominicos, cuyo edificio les cedió al efecto el gobierno. 
Notas:
 El ‹Diccionario de Autoridades› (1737) dice: “Arrepentidas, se llaman las mujeres que habiendo reconocidos sus yerros y soltura de vida, se arrepienten y vuelven a Dios y se encierran en unas casas como monasterios a vivir religiosamente y en comunidad.